# 定平佳子
定平 佳子（さだひら よしこ、1989年〈平成元年〉2月28日 - ）は、日本の女優、タレント。京都府出身。京都ノートルダム女子大学卒業【心理学部心理学科臨床心理専攻】。本名：非公開【本名ではなく、芸名である。芸名の由来は姓名判断と画数。芸能界で活躍できるようにと当時の事務所の社長からのアドバイスが元となっている。】好きな食べ物は麻婆豆腐、グラタン。好きなアーテイストは浜崎あゆみ。好きな映画は時計じかけのオレンジ、2001年宇宙の旅、バリー・リンドン、8 1/2、魂のジュリエッタ。好きな映画監督はスタンリー・キューブリック監督。好きな言葉は『意志のあるところに道がある、Where there`s a will,there`s a way.』保有資格は毛筆五段、硬筆五段、認定心理士、文部科学省認定秘書技能検定2級。2023年2月24日、自身の誕生日である2月28日をもって芸能界を引退することを自身の公式ブログおよびtwitterで発表した

## 出演

### テレビ
- 名古屋テレビ 開局55周年記念番組 メーテレドラマ「まかない荘2」1話（2017年10月16日、名古屋テレビ）
- ウルトラマンジード 3話（2017年7月22日、テレビ東京）

( 9:00～9:30 )

- キャリア〜掟破りの警察署長〜 9話（2016年12月4日、フジテレビ）
- 刑事7人 9話（2016年9月14日、テレビ朝日）
- 土曜ワイド劇場 おとり捜査官19（2015年9月12日、テレビ朝日） - 垣之内萌 役

### 映画
- TOKYO24 - Season4 -（2019年10月26日 公開）

### CM
- 日本プロボクシング協会 全日本新人王イメージガール（2015年3月 - 2018年3月）
- CS 日テレG+ イメージガール / 勝利者インタビュアー（後楽園ホール）
- 田村で暮らしたいを応援!『ヤマンバギャルが田村市にやってきた!』（2017年7月 - 2019年3月、福島県田村市） - 主演
- AGC 旭硝子（2013年）

### ラジオ
- Outing Radio ～週末、何する?～（ラジオNIKKEI、2015年5月29日、7月31日） - パーソナリティ

### 雑誌
- warp MAGAZINE JAPAN（トランスワールドジャパン、2015年）
- MOTO-MOTO（造形社、2014年12月号） - 表紙
- Fine（日之出出版、2013年）
- インフォマーシャル ベル
- CHANEL（2013年）